# رجل قضاء
رجل القضاء  أو القاضي الحاكم (باللاتينية: magistratus) هو تعبير يستخدم في العديد من أنظمة وأشكال الحكومة والقضاء للإشارة إلى موظف مدني توكل إليه مهمة القضاء.
توكل لرجل القضاء مهمة الفصل في قضايا المحاكم الدنيا مثل محكمة الصلح وغيرها.

## اقرأ أيضاً
- قاضٍ
- سلطة قضائية في إسبانيا